# Martinha Maria de Jesus
Martinha Maria de Jesus (Conceição do Coité, c. 1849 - c. 1933) foi uma ex-escrava que viveu na Freguesia de Nossa Senhora da Conceição do Coité no período entre 1849 e 1933. Filha de Antônia Maria de Jesus e de Francisco de Tal, foi comprada por Manoel Cedraz e com este constituiu uma família de 7 filhos.
A condição de vida de Martinha foi alterada a partir do relacionamento com Manoel Cedraz. Ela passou de escrava a dona da casa, de cativa a liberta convivendo inclusive com outros escravos na condição de senhora. Sua condição de esposa de seu proprietário se diferenciou da maioria de outras cativas que viveram relacionamentos sexuais/afetivos com seus senhores.
Ela alcançou melhores condições de vida, mas sofreu muitas humilhações, muitas rejeições na família Cedraz por conta de sua condição jurídica e étnica. A cor era um diferencial naquela sociedade regida pelo sistema escravista.
Martinha estava inserida numa rede de apadrinhamento e amizade com outros cativos da freguesia de Nossa Senhora da Conceição do Coité. Apadrinhou crianças no pós-abolição e manteve amizades com ex-escravos por muitos anos.

## Origens
Martinha era filha da cativa chamada Antonia Maria de Jesus e de Francisco de Tal, natural da freguesia de Nossa Senhora da Conceição do Coité, nascida provavelmente em 1849. Ela foi escrava de Rita Maria de Jesus e Manoel José da Costa. O casal recebeu Martinha numa partilha de bens e passou a morar com eles na Fazenda Algodões, próxima a localidade de Salgada.
Martinha foi uma escrava que transitou entre o mundo dos cativos, libertos e livres. A cativa foi declarada como crioula na escritura de compra e venda registrada em 1870, porém no batismo de seu filho Antonio Frutuoso em 1874, ela apareceu como preta.

## Relacionamento

### Sobre Manoel Cedraz
Manoel Cedraz de Oliveira Júnior, conhecido como Mané Tenda, era filho de Manoel Cedraz de Oliveira Sales e Francisca Xista de Oliveira e bisneto de Antonio Frutuoso de Oliveira Maia, apontado como o fundador da cidade de Serrinha. Nasceu em 1828 e era natural da Freguesia de Nossa Senhora da Conceição do Coité.
Cedraz era solteiro e havia tido um relacionamento com uma mulher solteira, Justina Maria de Jesus. Com esta mulher teve um menino em 1867, chamado Manoel Amaro de Oliveira. Manoel Cedraz fazia parte do principal grupo privilegiado da Freguesia de Nossa Senhora da Conceição do Coité e era proprietário de terras e de escravos.
Ele faleceu em 1916, onde sempre viveu, aos 88 anos de idade.

### Vida com Martinha
A história de Manoel Cedraz e Martinha teve início na Fazenda Saco dos Porcos, no ano de 1870, ano em que foi registrada a escritura de compra dela e do menino Saturnino.
Martinha, declarada como crioula, com 20 anos de idade, foi vendida por uma quantia considerada alta 800$000 (oitocentos mil-réis). Nesse período ela já estava em poder do novo proprietário antes mesmo do registro da escritura de compra, no qual ele também já havia quitado a quantia cobrada. Seu valor surpreende por ser o mais alto cobrado por uma escrava entre 1869-1888 na Freguesia de Nossa Senhora da Conceição do Coité. Na época, mulheres na mesma idade e em boa saúde eram vendidas por 500$000 (quinhentos mil-réis) em média. Esse valor indica o interesse de Manoel Cedraz em Martinha, mostrando que essa relação pode ter iniciado antes mesmo da compra.
Martinha e Manoel Cedraz tiveram uma relação sexual/afetiva por um longo período (18 anos) em forma de concubinato, pois durante esse tempo permaneceram solteiros, sem a oficialização da união. O fato de ele ter demorado muitos anos para oficializar a união com Martinha indica que para Mané Tenda pesava o preconceito de manter uma relação com sua ex-escrava. A diferença de idade entre eles era de aproximadamente 21 anos, dado que talvez não fizesse diferença para a família dele. O que pesou foi a condição jurídica, social e racial dela.
Ela viveu um relacionamento conjugal com seu senhor, um homem branco e de posses que a escolheu para constituir família. O diferencial do caso de Martinha com seu senhor se dá no fato de que essa relação se oficializou na Igreja Católica. Casaram-se em 1889 na igreja da matriz de Conceição do Coité sob as bênçãos do padre Marcolino Madureira.
É possível que, a partir das situações de violência contra sua cativa, Mané Tenda tenha resolvido sair da fazenda de seus pais e ir morar na Fazenda Urussú juntamente com Martinha e a família. O que motivou a saída deles da Fazenda Saco dos Porcos pode ter sido o fato da família Cedraz não aceitar o seu relacionamento com uma cativa.
Ao se tornar a esposa de seu senhor, Martinha conquistou possivelmente alguns privilégios. Quando chegou a Fazenda Urussú, não foi viver na senzala, fora morar na casa de seu dono e passou a gozar de algumas regalias.
Martinha era conhecida pela população local, inclusive pelos párocos. Mesmo após o nascimento dos três primeiros filhos do casal o relacionamento não tinha sido oficializado perante a Igreja. Tiveram um relacionamento duradouro no qual viveram juntos por cerca de 42 anos, primeiramente em concubinato e depois oficialmente casados.

## Família
Martinha foi desde cedo afastada de sua mãe e irmãos. Ela teve 9 irmãos: Anacleto, José, Maria Cristina, Maria Aprigia, Maria, Estanislau, Firmino, Severino e Joana, que foram separados dela ainda quando crianças por meio de vendas e partilhas. Mas, no período entre 1871 e 1878, ela investiu na busca de seus familiares. Ela vendia batata, feijão e farinha de mandioca na feira local e conseguiu recursos financeiros com a venda desses gêneros alimentícios que plantava nas terras de Manoel Cedraz, com o consentimento dele. Com o dinheiro comprou a liberdade de alguns dos seus irmãos e encontrou já libertos Estanislau e Anacleto.
Entre 15 e 16 anos Martinha engravidou de seu primeiro filho. Após o nascimento dele houve a separação por motivo de venda. Seu primeiro filho se chamava Saturnino, cujo pai a documentação não menciona. Saturnino foi vendido para Bernardina Claudina do Espírito Santo ainda criança. A escritura de compra e venda dele foi registrada em 1870. O vendedor, Manoel José da Costa, e a compradora, Bernardina Claudina do Espírito Santo, eram parentes.
Saturnino adotou um sobrenome diferente, tanto de sua mãe, quanto do seu padrasto. Seu nome ficou como Saturnino José Cordeiro, apelidado de Tunilo. No mesmo dia que foi registrada a escritura de compra e venda da escrava Martinha, foi também registrada a escritura de Saturnino, com idade de 4 para 5 anos, por 250$000 (duzentos e cinquenta mil réis).
O menino foi comprado e passou a morar com sua mãe na Fazenda Saco dos Porcos, local onde morava a família de Manoel Cedraz: o pai, a mãe e irmão. Três anos depois da compra, nasceu o segundo filho dela, que foi batizado com o nome de Antonio em 1874. No assento de batismo constou apenas o nome da mãe, a escrava Martinha. Entretanto, mais tarde descobriu que este era filho de Manoel Cedraz. O menino recebeu o nome de Antonio Frutuoso de Oliveira, mesmo nome do bisavô paterno, o que evidencia uma escolha feita pelo pai como forma de inserir o filho no seio familiar.
Todos os filhos do casal nasceram após a Lei nº 2.040 de 1871, conhecida como Lei do Ventre Livre, logo todos eram libertos.
Filhos de Martinha com Manoel Cedraz:
| Nomes                        | Cor            | Nascimento              |
| Antonio Frutuoso de Oliveira | Pardo          | 16 de fevereiro 1874    |
| Joviniano                    | Fula           | 02 de fevereiro de 1879 |
| Belmiro                      | Pardo/ “cobra” | 30 de julho de 1880     |
| Graciliano                   | Pardo          | 1882                    |
| Eufrosina                    | Parda          | 08 de maio de 1883      |
| Maria Alcina                 | Fula/ parda    | 13 de julho de 1885     |

Em 1883 Manoel Cedraz de Oliveira reconheceu cinco filhos como seus, todos eles tidos com Martinha Maria de Jesus. Nesta época ela já tinha alcançado a alforria. Em 13 de julho de 1885 nasceu a última filha do casal: uma menina chamada Maria Alcina.
Todos os filhos frequentaram a escola na Vila de Santa Bárbara. Os filhos do sexo masculino tiveram participação na vida política e social da Vila de Conceição do Coité, sendo eleitores votantes.
A vida de Martinha e de seus filhos foi marcada pelo trabalho na lavoura e na criação de gado, atividades econômicas realizadas na Freguesia de Nossa Senhora da Conceição do Coité entre o final do século XIX e início do século XX.

## Morte
No Recenseamento geral do Brasil de 1920, Martinha apareceu como a proprietária da fazenda em que morava. Faleceu em 1933, com cerca de 84 anos de idade de “marasmo senil”, doença que diz respeito a problemas nos tecidos resultantes de distúrbios da velhice. Ela foi sepultada no cemitério da matriz.